# Comuna Spineni, Olt
Spineni este o comună în județul Olt, Muntenia, România, formată din satele Alunișu (reședința), Cuza Vodă, Davidești, Optășani, Profa, Spineni și Vineți.

## Situarea, suprafața și vecinii comunei
Comuna este situată pe paralela de 44º și 40' latitudine nordică și pe meridianul 25º și 34' longitudine estică având ca vecini comunele Făgețelu la nord, Tătulești la sud, Bărăști și Vedea la est și Poboru și Leleasca la vest. Ea se întinde pe o lungime de 50 km având, la 30 decembrie 1994, o suprafață de 7.395 ha din care: 5.584 ha teren agricol (4.476 ha teren arabil, 676 ha pășuni, 432 ha vii și livezi) și 1.811 ha teren neagricol (148 ha intravilan, 1.468 ha pădure, 195 ha teren nefolosibil - drumuri, ape, râpi ș.a. -).
Populația comunei Spineni este de 2.318 locuitori, dintre care 1100 de sex masculin și 1218 de sex feminin (1 iulie 2001), în totalitate de etnie română (conform datelor oferite de Consiliul Județean Olt), cu o densitate de 31,2 locuitori/km²(1997).

## Localitățile componente
Conform reformei administrative din februarie 1968, comuna Spineni are în componență 7 sate:
- Alunișu, reședința comunei.
- Cuza Vodă.
- Davidești.
- Optășani.
- Profa.
- Spineni.
- Vineți.

## Istoricul comunei
Cele mai vechi urme de viețuire umană pe teritoriul actual al comunei au fost găsite pe Valea Vedei și constau din trei piese de piatră șlefuită, datate din perioadele Paleoliticului inferior și Musterianului. Având în vedere că aceste piese au fost găsite în stratul de aluviuni iar alte zece astfel de piese au mai fost identificate de-a lungul aceleiași văi, se poate trage concluzia că acestea au fost aduse de ape. Totuși, săpături arheologice sau cercetări amănunțite nu au fost întreprinse până astăzi, astfel încât nu poate fi precizată cu exactitate proveniența acestor unelte.
În 1990 se fac cercetări arheologice sumare în punctul "Moara lui Iovescu", în satul Vineți și sunt găsite urme de locuințe pe două nivele de locuire: din secolul al IV-lea și secolele al VI-lea și al VII-lea. Din nefericire, lucrările nu au continuat și în anii următori, deoarece terenul a fost parcelat și redat agriculturii.
Prima atestare documentară a satului Spineni este datată 20 mai 1515, când voievodul Neagoe Basarab dăruiește lui Manea Vulpariul (important nobil al începutului de secol al XVI-lea) jumătate din ocina Popei din Spineni. Identificarea exactă cu localitatea Spineni din județul Olt este iarăși discutabilă căci mai pot fi identificate, în acel secol, alte localități Spineni și în județele Dolj, Muscel, Mehedinți.
Prima atestare documentară sigură a locuirii acestor zone apare în Hrisovul din 27 iunie 1529 prin care Moise, voievodul Țării Românești întărește niște ocine Mănăstirii Govora iar printre boierii trimiși să cerceteze actele și să depună mărturie apar și Radul și Stoian din Aluniș. Ori dacă erau stăpânii, desigur că existau și supușii.
La începutul secolului al XVII-lea pământurile megieșilor încep să fie cumpărate de diverși nobili, pentru ca, până la sfârșitul secolului, practic întreaga suprafață să devină, fie boierească, fie mănăstirească.
Printre cei care au stăpânit părți de moșie sau sate în comună, amintim pe: Diicu (I) Buicescul, nepotul lui Matei Basarab stăpânind satul Profa; Radu Fălcoianu, însurat cu strănepoata lui Diicu Buicescul; Barbu Văcărescu, fiul lui Enăchiță Vacărescu; Hamza din Spineni, important boier de la curtea voievodului Radu Șerban; Drăghici Cantacuzino, fiul mai mare al stolnicului Constantin Cantacuzino, cel ucis la Snagov etc.
Începând cu secolul al XIX-lea satele comunei apar în toate hărțile și catagrafiile Țării Românești.
În Dicționarul geografic al județului Olt întocmit în anul 1889 comuna Spineni este menționată ca fiind așezată pe ambele maluri ale pârâului Vedea, la 40 km de Slatina. Se compunea din patru cătune: Spineni, Davidești, Vineții de Sus și Vineții de Jos. În 1896 făcea parte din plasa Vedea și era formată din satele Cuza Vodă și Davidești (Spineni). În perioada 1901-1916 a făcut parte din plășile Spineni, Poboru și Urși, iar la 1929 comuna era formată din satele Spineni, Cuza Vodă, Cornățelu, Creți, Poboru, Mircești, Mereni și Linia Mare. 

### Pretura Plășii Spineni
Din punct de vedere administrativ, plasa Spineni a suferit de-a lungul timpului mai multe transformări, luând denumiri diferite și mutându-și sediul în diverse localități. Astfel, în perioada 1911 – 1929 s-a numit Administrația plasei Spineni, cu sediul în comuna Spineni, apoi, între 1929 și 1949, Pretura plasei Spineni, cu sediul în aceeași comună, cu excepția perioadei 1931 – 1933, când a funcționat la Potcoava. Deși a purtat aceeași denumire o lungă perioadă de timp, aria sa teritorial – administrativă a variat semnificativ. Astfel, în anul 1925, când sediul era în localitatea Spineni, mai cuprindea, alături de aceasta, comunele Albești, Aluniș, Bărăști de Cepturi, Bărăști de Vede, Chilia, Făgețelu, Gura Boului, Isvoru, Mircești, Păroși, Poboru, Profa, Râjlețu, Șuica, Urși, Vai de Ei și Valea Ungureni. 
La acea vreme administrația plasei nu avea un local propriu, administrator fiind A. Hociung, iar secretar Constantin Ionescu. Unsprezece ani mai târziu, în 1936, plasa, tot cu reședința la Spineni, avea în administrare următoarele comune: Aluniș, Bărăști de Cepturi, Bărăști de Vede, Chilia, Colonești, Cornățelu, Călugări, Fata, Făgețelu, Gura Boului, Isvoru, Mereni, Moțoeșri, Maldăru, Mircești, Profa, Poboru, Râjlețu Govora, Râjlețu Vieroși, Șuica, Teiuș, Tătulești, Vața, Valea Ungureni și Vlaici. În anul 1949, regimul comunist, în vederea unei reorganizări administrative, a desființat toate structurile administrative județene și locale, inclusiv această pretură, înființând Comitetul Provizoriu al plasei Spineni. Situația aceasta, de trecere, a durat până în 1950, când, prin legea nr. 5 din acel an, au luat ființă formele de organizare administrativ – teritorială de inspirație sovietică, raioanele și regiunile. După reorganizarea în raioane și regiuni, satele comunei au intrat în componența raionului Vedea. În anul 1968 comuna cuprindea satele Alunișu, Cuza Vodă, Davidești, Optășani, Profa, Spineni și Vineți.
Din 1864 până în 1950 se constituie primării în satele Alunișu, Spineni și Profa, iar după 1950, prin legea de reorganizare a localităților, satul Profa este înglobat comunei Alunișu, care, la rândul ei, la reforma administrativă din februarie 1968 este unită cu comuna Spineni păstrând numele acesteia din urmă.
Operațiunea de electrificare a comunei Spineni a avut loc în perioada 1957-1960.

### Ocolul Agricol Spineni
În anul 1919 s-a înființat și Ocolul Agricol Spineni la început sub denumirea de "Regiune agricolă" urmând ca abia în anul 1936 să preia denumirea de "Ocol agricol". Ocolul Spineni se pare că a deținut local propriu. Conducerea Ocolului a fost încredințată la 5 ingineri agronomi titrați. Pentru a putea desfășura activitatea Ocolul era dotat cu utilaje agricole și animale necesare iar pentru înlesnirea deplasărilor se foloseau șarete și sănii cu un cal.

### Judecătoria rurală Spineni 1908–1951

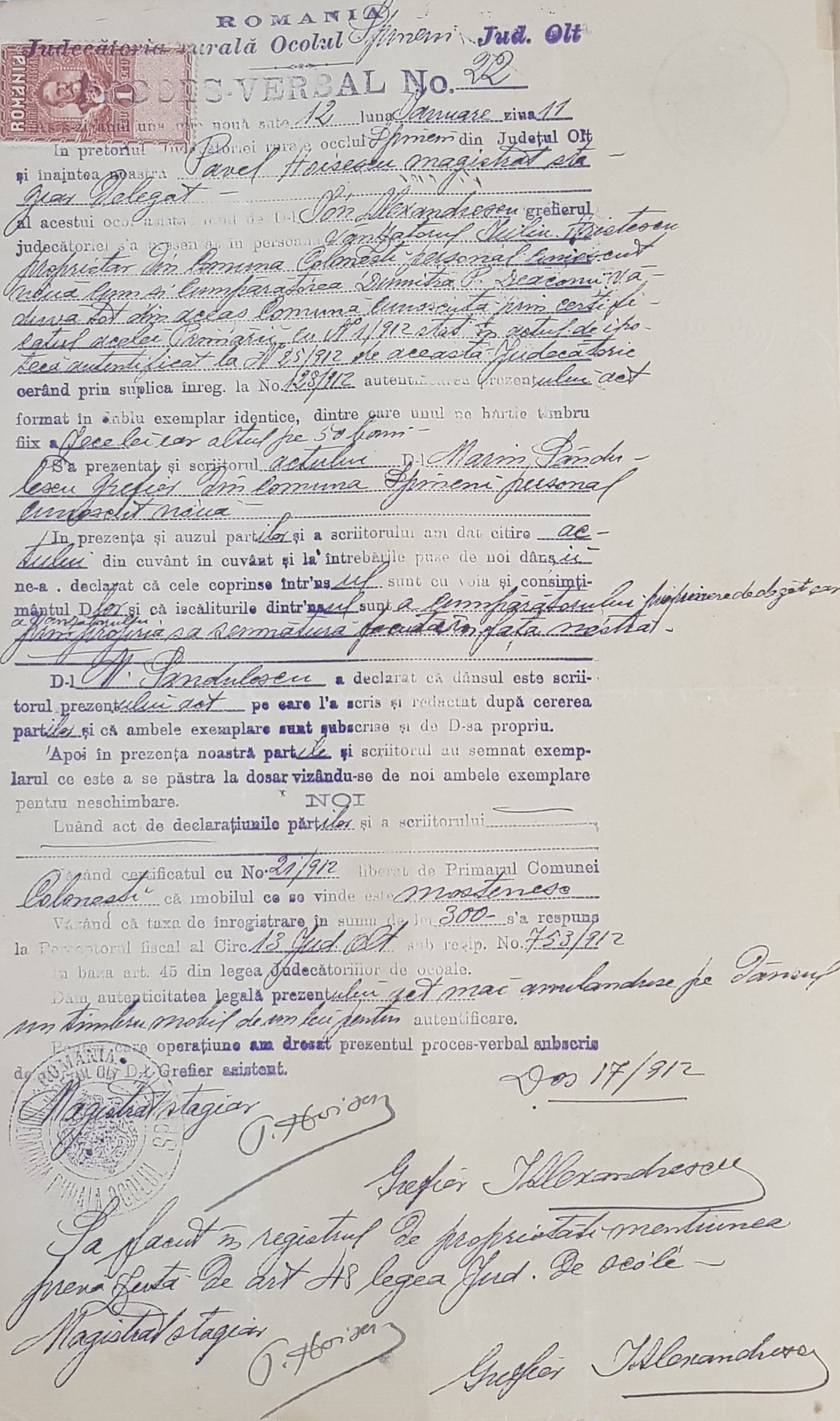
Legalizare vanzare teren 1912 - Judecatoria rurala Spineni

Judecătoriile rurale s-au înființat ca urmare ale unor legi din anul 1879 și a Legii pentru judecătoriile de ocoale din 30 decembrie 1907. Judecătoria Rurală Spineni a funcționat în comuna Spineni. În anul 1923, din circumscripția teritorială a acestei judecătorii făceau parte comunele Spineni, Bălțați, Bărăști, Bircii, Colonești, Constantinești, Corbu, Maldăru, Mircești, Mogoșești, Negreni, Optași, Poboru, Potcoava, Scornicești, Suica, Tătulești și Vlaici. În anul 1912 Judecătoria rurală Spineni era condusă de magistratul stagiar Pavel Hoisescu care în 1924 va ajunge președintele Judecătoriei rurale Drăgănești-Olt, iar în anul 1919 judecător era domnul Corneliu T. Maiorescu. În anul 1924, funcția de judecător al Judecătoriei rurale Spineni era ocupată de domnul D. Alexiu. Conform inventarului arhivistic al comunei Spineni aflat la Direcția Județeană a Arhivelor Naționale Olt în anul 1941 este menționat domnul Bujor Drimba ca notar al comunei Spineni.

### Spitalul Spineni
În comuna Spineni a funcționat o lungă perioadă de timp Spitalul Spineni. Prin Decretul nr. 153/1971 s-a atribuit directorului spitalului Paul I. Tomescu, medic specialist, medalia Meritul Sanitar. În anul 2006 Consiliul Județean Olt a modernizat și transformat fosta clădire a Spitalului Spineni în Centrul de îngrijire și asistență Spineni, centru care oferă servicii de îngrijire și asistență persoanelor cu handicap somatic și imobilizate pentru care nu se mai poate face recuperare datorită vârstei și dizabilității.
Locuitorii participă activ la cele mai importante evenimente și conflicte ce marchează evoluția și formarea României moderne. Astfel, în Războiul de Independență îi găsim concentrați într-o unitate a Batalionului II din Regimentul 3 Olt, lăsând jertfe la asaltul redutei Grivița II. În timpul răscoalei din 1907 în Alunișu sunt atestate execuții ale unor răsculați, numărul probabil fiind de 26, dintre care 7 formau delegația sosită pentru a incita oamenii.

## Geografia, hidrografia și solurile
Comuna Spineni este situată într-o zonă geografică ce face trecerea de la Podișul Getic la Câmpia Română, pe Podișul Spinenilor, având altitudinea de peste 180 m cu cea mai înaltă cotă, Piscul Dobrei (383 m). Solul este de tip podzol degradat, cel mai sărac dintre toate tipurile de pământ arabil. Din acest motiv economia agrară este concentrată pe luncile râurilor sau în văi (Lunca Vezii, Valea Mârghiei etc.) căci materiile nutritive sunt asigurate de topirea zăpezilor și torentele ce se se scurg prin acestea, formând un sol destul de bun pentru agricultură.
Hidrografia comunei este săracă fiind compusă din râuri și pârâuri ce vara, de cele mai multe ori seacă, fiind alimentate de izvoare sărace, de precipitații și, primăvara, de torentele cauzate de topirea zăpezii. Principala apă curgătoare este Râul Vedea ce are ca afluenți mai multe astfel de văi și pârâuri (Ciorâca, Alunișul, Teiușul, Corbul etc.). Pe firul apei acestor râuri s-au format adâncituri și iazuri ce vara rămân pline de apă fiind utilizate la adăpatul vitelor și pescuit.

## Flora și fauna
Structura geologică, precum și relieful, au marcat, în mod normal, vegetația ce este compusă din iarbă grasă (firuță), pe platourile folosite ca pășuni, precum și din crânguri și păduri formate din arbori ce produc diverse fructe utilizate de localnici: pere, mere pădurețe, măceșe, porumbe, coarne, alune, păducel etc. În arealul satului Optășani se află o parte a rezervației forestiere de gârniță Seaca-Optășani, întinsă pe aproximativ 124 ha. Alături de acest arbore vegetează și gorunul, unele exemplare având peste un secol vechime.
Fauna este compusă din diferite specii de animale sălbatice (vulpea, lupul, mistrețul, dihorul de stepă, viezurele, hârciogul, pisica sălbatică) și din păsări (ciocârlia de câmpie, privighetoarea, cucul, fazanul, bufnița etc.) specifice zonei de deal. Bălțile au de asemenea o mare varietate de pești (carasul, crapul, roșioara ș.a.) iar în albia râului Vedea întâlnim cleanul și nisiparnița.

## Infrastructură
Satele comunei sunt conectate cu restul localităților țării doar prin drumul județean 703, având o lungime de 28 km (pe teritoriul comunei), dintre care asfaltați 7 km iar 21 km fiind modernizați. Restul căilor de comunicație este format din drumuri de țară și poteci fiind accesibile doar pe jos, cu bicicleta sau șareta. Cea mai apropiată gară este cea de la Drăgășani la circa 25 km de centrul comunei.

## Moștenirea istorică - Lăcașuri de cult
Cele mai vechi monumente istorice din comuna Spineni sunt locașuri de cult, majoritatea ctitorii ale începutului de veac al XIX-lea. Parohia Spineni, comuna Spineni era alcătuită din satele: Spineni, Cuza Vodă și Davidești. Avea în componență circa 260 familii reprezentând 1250 enoriași. A ținut de Protoieria Vedea cu reședința în comuna Păroși și de episcopia Argeșului. Cea mai veche biserică este cea din Alunișu cu hramul "Cuvioasa Parascheva", ctitorie din anii 1812-1813 a logofătului Ștefan Bellu.
Biserica parohială, cu hramul "Duminica Tuturor Sfinților" din satul Cuza Vodă a fost construită din cărămidă în anul 1886 și a fost reparată în anul 1913 și în 1934. Parohia avea în folosința personalului 7 hectare de pământ. Biserica filială, cu hramul "Adormirea Maicii Domnului", din satul Davidești a fost construită din cărămidă în anul 1910. Preot paroh a fost Ioan Gh. Iordăchescu, Ioan P. Rădulescu, licențiat în teologie iar cântăreți: D. Gh. Ionescu și Ioan M. Rădulescu.

## Personalități născute în comună

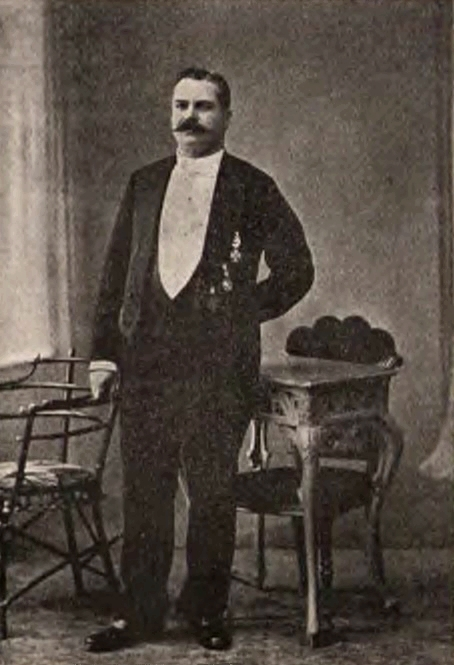
Profesor Doctor Badea Cireșeanu

Prof. Dr. Badea Cireșeanu (n. 16 mai 1859 cătunul Vineții de Jos, comuna Spineni - d. 5 iulie 1919, București). Doctor în Teologie și Profesor al Facultății de Teologie a Universității din București din anul 1891 și până în 1919. 
A fost profesor de caligrafie și desen la Seminarul din Curtea de Argeș timp de trei ani.   
În anul 1885 primește vizita principilor Ferdinand și Carol, care i-au adus recunoștința și mulțumirile lor pentru frumoasa sa activitate în desfășurarea acestor cursuri. A condus ziarul ,,Vocea Bisericii” între ani 1894 - 1896. 
A fost redactor al publicației ,,Biserica Ortodoxă Română”.  În perioada 1906 - 1907 a publicat în revista ,,Biserica Ortodoxă Română” însemnările sale de călătorie realizate în scopul cunoașterii vieții monahale și a vetrelor credinței ortodoxe. 
Este autorul lucrării de mare importanță pentru literatura teologică ,,Tezaurul liturgic al Sfintei Biserici Creștine Ortodoxe de Răsărit” publicată în anii 1910 - 1912, lucrare compusă din trei volume.

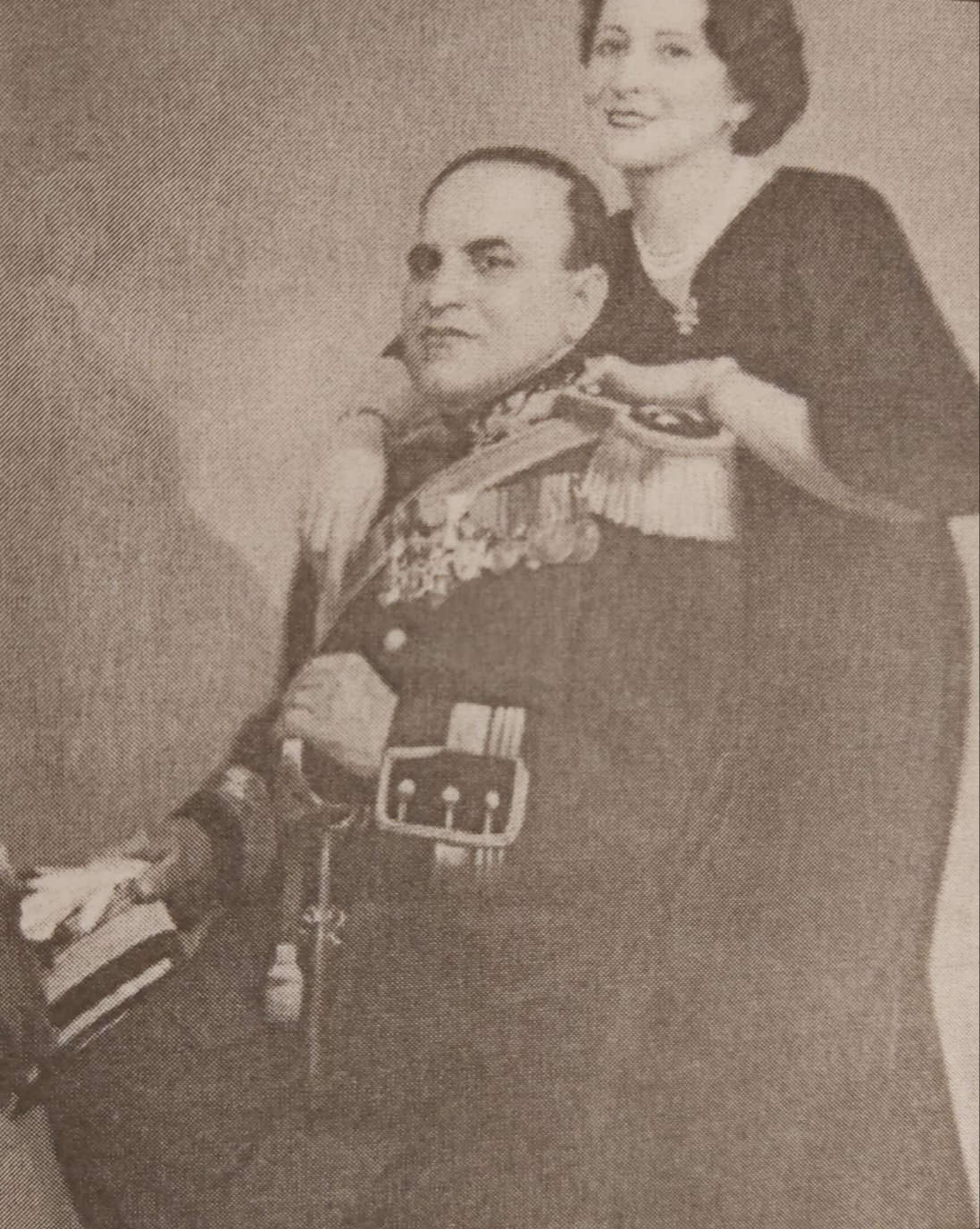
General Doctor Oprescu Dimitrie împreună cu soția.

General doctor Dimitrie I. Oprescu (n. 19 iulie 1884, sat Spineni, comuna Spineni - d. 1 septembrie 1977, București). Medic militar. A învățat la școala primară din satul Vineți, până în anul 1895. În perioada 1895 - 1904 a urmat școala gimnazială și liceul, în sistemul militar, la Mănăstirea Dealu, școală care a devenit mai târziu Liceul Militar "Nicolae Filipescu" - Mănăstirea Dealu. 
A urmat apoi, în perioada 1904 - 1910, Facultatea de Medicină din București, la absolvire primind și gradul de sublocotenent. 
A participat în calitate de ofițer medic la cele două conflagrații mondiale.
Pe lângă atribuțiile de medic militar, a avut și funcții de conducere în armată, fiind șeful Spitalului Militar al Diviziei 18 din Brașov, iar în timpul celui de al Doilea Război Mondial a fost medicul șef al Armatei a 4 - a, avansând până la gradul de general.   
Nu a pierdut legătura cu satul natal, până aproape de trecerea în neființă, revenind în fiecare vară în locul unde s-a născut și a copilărit.  

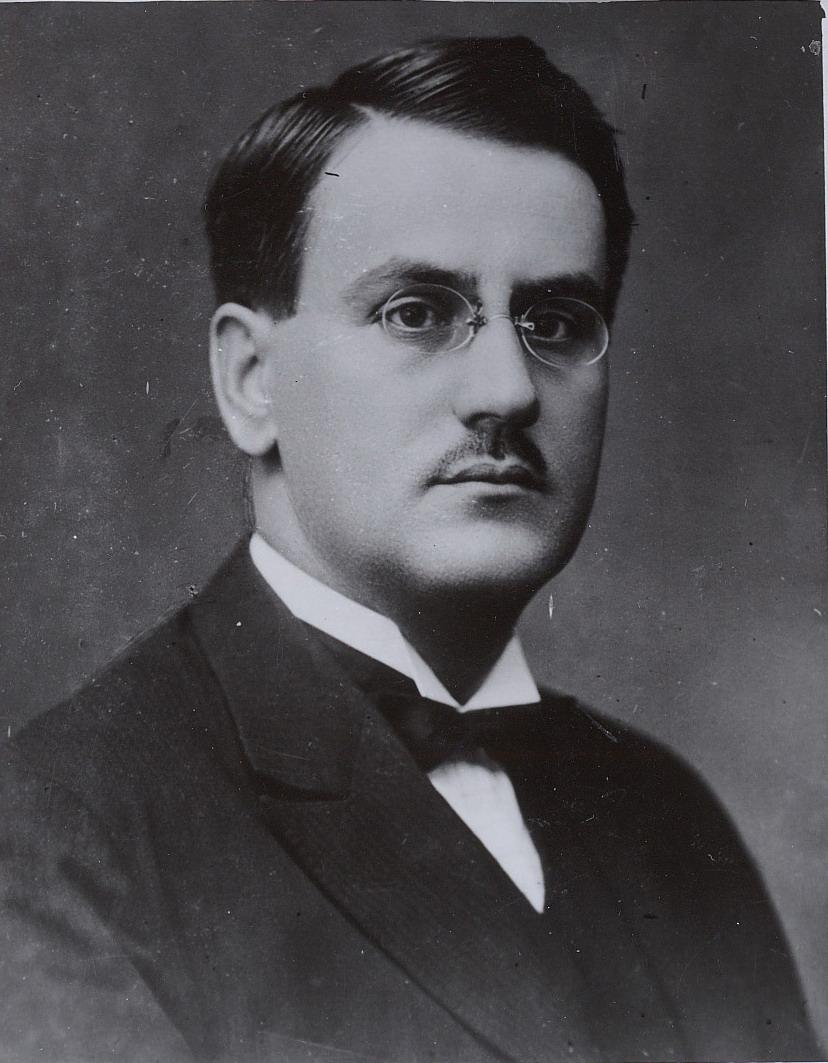
Ilie Popescu - Spineni

Ilie Popescu - Spineni - (n.14 octombrie 1894, sat Cuza-Vodă, comuna Spineni - d. 29 septembrie 1964, București). Profesor universitar, jurist și teolog. Licențiat al Facultății de Drept din Iași (1919), licențiat al Facultății de Teologie din București (1920), licențiat al Facultății de Litere si Filosofie din Iași (1921), magistrat (1919 -1920), avocat (1920), carieră didactică la Universitatea din Cernăuți (1926 -1931) și la Universitatea din Iași (1931-1948). Membru al Societății Regale de Geografie din București și al Société d’Histoire du Droit din Paris. A publicat mai multe studii și lucrări în care a propus interpretări originale asupra izvoarelor dreptului și formelor contractuale din dreptul roman.  Autor al unui studiu despre Vechimea creștinismului la români.  

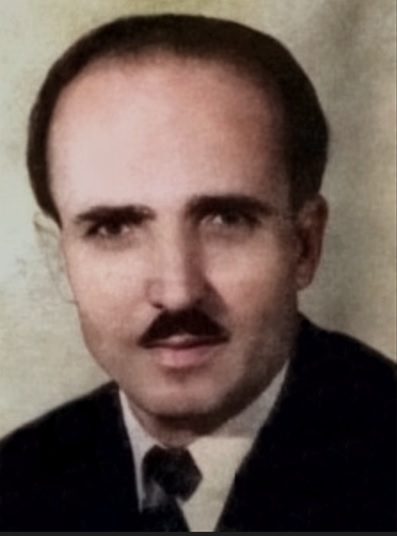
Ion Marin Iovescu

Ion Marin Iovescu - (n. 6 august 1912, sat Vineți, comuna Spineni - d. 9 august 1977, Bughea de Sus, j. Argeș).  A absolvit Facultatea de Litere și Filozofie a Universității din București. Prozator și nuvelist numit de Eugen Lovinescu "Creangă al Munteniei", debutează în 1936 cu romanul de factură realistă "Nuntă cu bucluc", urmat de alte două romane în aceeași manieră "O daravelă de proces" și "Oameni degeaba". A avut colaborări de succes cu revistele literare cele mai apreciate ale vremii Sburătorul, Vremea și Revista Fundațiilor Regale. 
După 1944 se retrage discret din viața literară, totuși după 1970 mai publică alte trei volume de nuvele. Personaj boem și insolit al literaturii române, Ion Marin Iovescu, trece, din păcate, aproape neobservat prin viață, ca și prin literatura română pe care a slujit-o cu devotament. A fost arestat de doua ori în perioada regimului comunist, acesta fiind și motivul principal pentru care opera sa nu a fost editată.

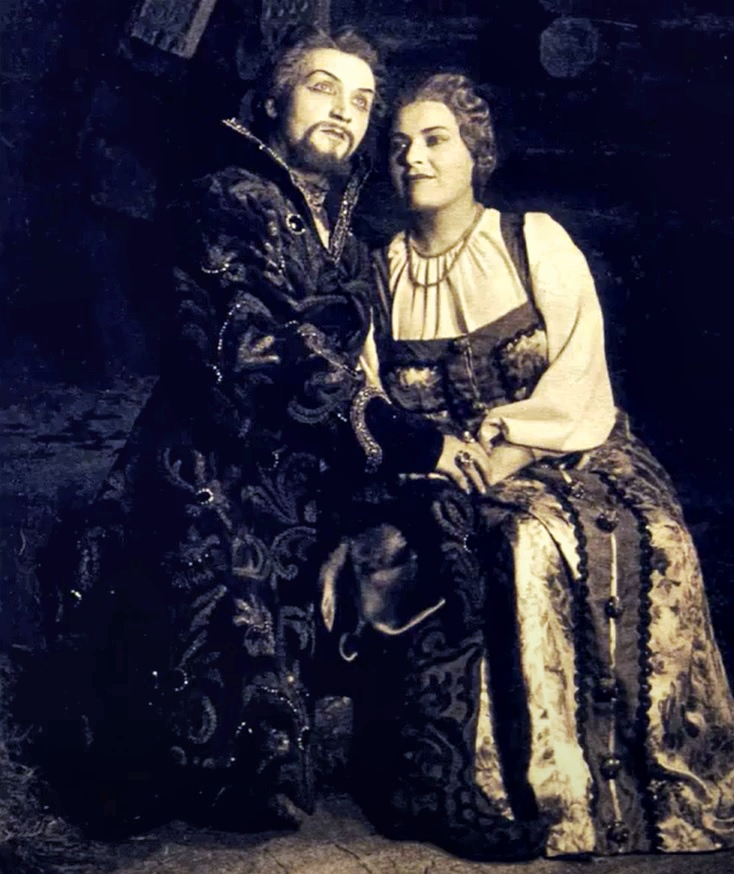
Ioana Nicola - Știrbei împreună cu soțul Mihail Știrbei

Soprana Ioana Nicola-Știrbei - (n. 25 aprilie, 1920 sat Cuza Vodă, comuna Spineni - d. iulie, 2009, București). În perioada 1927 – 1932, a urmat școala primară în satul Cuza Vodă. Apoi, în perioada 1933 – 1940 a urmat Școala Pedagogică ”Pia Brătianu” din București. După absolvirea școlii pedagogice, a fost învățătoare în Drăgănești Olt.
În anul 1946 a susținut concurs de admitere la Conservatorul din București, fiind indrumată pe timpul studiilor de profesoarele Constanța Bădescu și Livia Vatia Vrăbiescu.  A debutat în 1947, pe scena Operei Române din București, în rolul Margaretei din opera Faust. A susținut numeroase concerte, atât în țară cât și în străinătate. 
A fost căsătorită cu Mihail Știrbei, prim tenor al Operei Române. În februarie, 2004, a primit din partea Președintelui României, Ordinul ”Steaua României” în grad de cavaler.  
Ion Georgescu - Vîște (n. 21 septembrie 1916 sat Spineni,comuna Spineni - d. 2004). Licențiat în Litere și Drept, va deveni profesor, ocupând funcția de cercetător științific principal la Institutul de Igienă București, devenind membru al Societății de Istoria Medicinii și al Societății Internaționale de Istoria Medicinii. A colaborat la elaborarea unor tratate de istoria medicinii universale și românești, fiind preocupat și de terminologia medicală de origine populară. A participat la cel de-al doilea război mondial, fiind veteran de război.

## Demografie
Componența etnică a comunei Spineni
     Români (94,08%)
     Alte etnii (0,11%)
     Necunoscută (5,81%)
Componența confesională a comunei Spineni
     Ortodocși (93,47%)
     Alte religii (0,61%)
     Necunoscută (5,92%)
Conform recensământului efectuat în 2021, populația comunei Spineni se ridică la 1.791 de locuitori, în scădere față de recensământul anterior din 2011, când fuseseră înregistrați 2.069 de locuitori. Majoritatea locuitorilor sunt români (94,08%), iar pentru 5,81% nu se cunoaște apartenența etnică. Din punct de vedere confesional, majoritatea locuitorilor sunt ortodocși (93,47%), iar pentru 5,92% nu se cunoaște apartenența confesională.

## Politică și administrație
Comuna Spineni este administrată de un primar și un consiliu local compus din 9 consilieri. Primarul, Dănuț Șărpău[*], de la Partidul Social Democrat, este în funcție din 2012. Începând cu alegerile locale din 2024, consiliul local are următoarea componență pe partide politice:
|  | Partid                    | Consilieri | Componența Consiliului | Componența Consiliului | Componența Consiliului | Componența Consiliului | Componența Consiliului | Componența Consiliului | Componența Consiliului | Componența Consiliului |
|  | ------------------------- | ---------- | ---------------------- | ---------------------- | ---------------------- | ---------------------- | ---------------------- | ---------------------- | ---------------------- | ---------------------- |
|  | Partidul Social Democrat  | 8          |                        |                        |                        |                        |                        |                        |                        |                        |
|  | Partidul Național Liberal | 1          |                        |                        |                        |                        |                        |                        |                        |                        |